# Eupator du Bosphore
Tiberius Julius Eupator Philocaesar Philoromaios Eusebes (en grec moderne : Τιβέριος Ἰούλιος Ευπάτωρ Φιλόκαισαρ Φιλορώμαίος Eυσεbής), plus connu sous le nom de Eupator, mort en 171, est un roi du Bosphore de la dynastie Tibérienne-Julienne qui règne de 154 à 171.

## Biographie

### Origine
Eupator est vraisemblablement un fils de Cotys II et le frère de son prédécesseur Rhœmétalcès plutôt que son fils aîné. Sous le règne de son frère Rhœmétalcès, l'empereur Antonin le Pieux doit intervenir en faveur de ce dernier contre les prétentions d'Eupator.

### Règne
Eupator est le contemporain des empereurs Antonin le Pieux, Marc Aurèle et Lucius Verus ; il est qualifié comme ses prédécesseurs de « Φιλόκαισαρ Φιλορώμαίος Eυσεbής » (Philocaesar Philoromaios Eusebes, i.e. « ami de César, des Romains, pieux ») dans deux inscriptions :
- la première évoque le souvenir d'un objet dédié à Apollon par un certain Antimaque, fils de Chariton ;
- la seconde consacrée dans la synagogue de Panticapée.

Les monnaies d'Eupator portent la légende « ΒΑΣΙΛΕΩΣ ΕΥΠΑΤΟΡΟΣ » ; elles représentent à l'avers le roi barbu avec un diadème à droite, vêtu d'une chlamyde fixée à l'épaule par un fermoir rond, et au revers, on voit une tète laurée d'Antonin également à droite ou celles laurées des coempereurs Marc Aurèle et Lucius Verus face à face.
Eupator est également évoqué dans l'œuvre de Lucien de Samosate : « Là, je me retrouvai avec des ambassadeurs bosphoriens qui naviguaient dans les parages afin de convoyer jusqu'en Bithynie le tribut annuel payé par Eupator, leur dynaste  ».

## Famille

### Mariage et enfants
De son union avec une femme inconnue, il aurait eu selon certaines sources :
- Sauromatès II (d'autres sources affirment qu'il serait plutôt probablement son neveu).

## Galerie

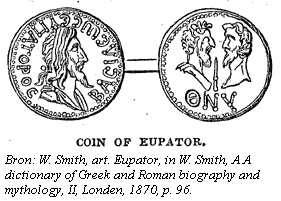
Monnaie du roi Eupator avec les coempereurs romains Marc Aurèle et Lucius Verus.